# Мразова, Ивана
Ивана Мразова (чеш. Ivana Mrázová, родилась 1 июля 1992 в Вимперке) — чешская фотомодель и телеведущая.

## Биография
Родилась 1 июля 1992 в Вимперке (ныне Чехия). Отец — инженер, мать — актриса театра. Есть также две старшие сестры.
В возрасте 15 лет уехала из родного города Катовице в Милан, чтобы начать карьеру модели. Работает в Италии и Европе. В 2012 году была ведущей Фестиваля Сан-Ремо вместе с Джанни Моранди и Рокко Папалео.